# The Twelve Disciples of Nelson Mandela
The twelve disciples of Nelson Mandela es una película del año 2005.

## Sinopsis
Los doce hombres que se fueron de Bloemfontein dejaron Sudáfrica en 1960 para aumentar la conciencia en el extranjero sobre el Congreso Nacional Africano (ANC). Uno de ellos era Benjamin Pule Leinaeng, el suegro del director de la película. En su entierro, en Bloemfontein, Harris descubre la gran valentía de este hombre. Esta película es una aceptación póstuma de la paternidad de Leinaeng y un homenaje a los doce hombres que sacrificaron sus propias vidas por la libertad de su país.

## Premios
- Pan African Film Festival en Los Ángeles, 2006
- Bermuda International Film Festival
- Santa Cruz Film Festival; Imagenation’s Revolution Award
- Independent Spirit Award Nomination
- Truer Than Fiction